# Крячко Олександр Іванович
Олекса́ндр Іва́нович Крячко́ — полковник МВС України, учасник російсько-української війни.

## Нагороди
8 вересня 2014 року — за особисту мужність і героїзм, виявлені у захисті державного суверенітету та територіальної цілісності України, вірність військовій присязі під час російсько-української війни, відзначений — нагороджений орденом «За мужність» III ступеня.
Очолив в/ч 3057 на межі 2014—2015 років, в один із найважчих періодів російсько-української війни. Саме тоді відбувалось формування військової частини, до складу якої ввійшли підрозділи в/ч 3037, окремого загону спеціального призначення «Азов», а також батальйон спецпризначення «Донбас».
Був командиром військової частини 3057 НГУ до 2021 року .